# Jevania
Genre
Jevania est un genre de collemboles de la famille des Tullbergiidae.

## Distribution
Les espèces de ce genre se rencontrent en Europe.

## Liste des espèces
Selon Checklist of the Collembola of the World (version du 15 septembre 2019) :
- Jevania fageticola Rusek, 1978
- Jevania weinerae Rusek, 1978

## Publication originale
- Rusek, 1978 : New Palearctic taxa of Tullbergiinae (Collembola). Acta Entomologica Bohemoslovaca, vol. 75, no 4, p. 255-271.